# Championnat des Seychelles de football 2012
Navigation
Saison précédente Saison suivante
La saison 2012 de Barclays First Division est la trente-troisième édition de la première division seychelloise. Les dix meilleures équipes du pays s'affrontent en matchs aller et retour au sein d'une poule unique. À la fin du championnat, le dernier du championnat est relégué tandis que l'avant-dernier doit disputer un barrage de promotion-relégation face au 2e de D2.
C'est le tenant du titre, Saint-Michel United, qui remporte à nouveau la compétition, après avoir terminé invaincu en tête du classement final, avec deux points d'avance sur La Passe FC et cinq sur Côte d'Or FC. C'est le douzième titre de champion des Seychelles de l'histoire du club.

## Les équipes participantes
| - Anse Réunion FC - Saint-Michel United - La Passe FC - Light Stars FC - Northern Dynamo Glacis | - Saint-Louis Suns FC - Saint-Roch United - Saint-Francis Baie Lazare - Côte d'Or FC - Quincy FC - Promu de D2 |

## Matchs
Le classement est établi sur le barème de points classique (victoire à 3 points, match nul à 1, défaite à 0).
| Rang | Équipe                    | Pts | J  | G  | N | P  | Bp | Bc | Diff |
| ---- | ------------------------- | --- | -- | -- | - | -- | -- | -- | ---- |
| 1    | Saint-Michel United T     | 42  | 18 | 12 | 6 | 0  | 81 | 20 | +61  |
| 2    | La Passe FC               | 40  | 18 | 12 | 4 | 2  | 42 | 15 | +27  |
| 3    | Côte d'Or FC              | 37  | 18 | 11 | 4 | 3  | 34 | 16 | +18  |
| 4    | Anse Réunion FCC          | 32  | 18 | 10 | 2 | 6  | 28 | 23 | +5   |
| 5    | Northern Dynamo           | 26  | 18 | 7  | 5 | 6  | 28 | 27 | +1   |
| 6    | Saint-Louis Suns United   | 22  | 18 | 6  | 4 | 8  | 33 | 27 | +6   |
| 7    | Saint-Roch United         | 20  | 18 | 5  | 5 | 8  | 19 | 33 | -14  |
| 8    | Saint-Francis Baie Lazare | 14  | 18 | 4  | 2 | 12 | 24 | 41 | -17  |
| 9    | Light Stars FC            | 12  | 18 | 3  | 3 | 12 | 19 | 44 | -25  |
| 10   | Quincy FCP                | 6   | 18 | 1  | 3 | 14 | 13 | 75 | -62  |

| Légende : Qualifications et relégations | Légende : Qualifications et relégations                                                     |
| --------------------------------------- | ------------------------------------------------------------------------------------------- |
|                                         | Qualification pour la Ligue des champions de la CAF 2013                                    |
|                                         | Qualification pour la Coupe de la confédération 2013                                        |
|                                         | Participation au barrage de promotion-relégation                                            |
|                                         | Relégation en deuxième division                                                             |
|                                         | T : Tenant du titre P : Promu de deuxième division C : Vainqueur de la Coupe des Seychelles |

### Barrage de promotion-relégation
Le 9e de première division, Light Stars FC, rencontre le vice-champion de deuxième division, Saint-John Bosco FC, lors d'un barrage joué sur un seul match.
| Équipe 1       | Résultat | Équipe 2                 |
| -------------- | -------- | ------------------------ |
| Light Stars FC | 6 - 1    | (D2) Saint-John Bosco FC |

Les deux clubs se maintiennent dans leur championnat respectif.

## Bilan de la saison
| Championnat des Seychelles de football 2012 |                                 |
| Champion                                    | Saint-Michel United (12e titre) |
| Coupes et trophées                          |                                 |
| Vainqueur de la Coupe des Seychelles 2012   | Anse Réunion FC                 |
| Qualifications continentales                |                                 |
| Ligue des champions de la CAF 2013          | Saint-Michel United             |
| Coupe de la confédération 2013              | Anse Réunion FC                 |
| Promotions et relégations                   |                                 |
| Promus en Barclays First Division           | The Lions Cascades FC           |
| Relégués en Division Two                    | Quincy FC                       |